# Diecezja Azul
Diecezja Azul (łac. Dioecesis Azulensis) – diecezja Kościoła rzymskokatolickiego w Argentynie, sufragania archidiecezji La Plata.

## Historia
20 kwietnia 1934 papież Pius XI bullą Nobilis Argentinae nationis erygował diecezję Azul. Dotychczas wierni z tym terenów należeli do archidiecezji La Plata.
11 lutego 1957 diecezja utraciła część swego terytorium na rzecz nowo powstającej diecezji Nueve de Julio.

## Główne świątynie
- Katedra: Katedra Matki Bożej Różańcowej w Azul

## Biskupi diecezjalni
- César Antonio Cáneva (1934–1953)
- Antonio José Plaza (1953–1955)
- Manuel Marengo (1956–1982)
- Emilio Bianchi di Cárcano (1982–2006)
- Hugo Manuel Salaberry SJ (od 2006)